# 웨더 맨 (영화)
웨더 맨(The Weather Man)은 미국에서 제작된 고어 버빈스키 감독의 2005년 코미디, 드라마 영화이다. 니콜라스 케이지 등이 주연으로 출연하였고 토드 블랙 등이 제작에 참여하였다.

## 출연

### 주연
- 니콜라스 케이지
- 마이클 케인

### 조연
- 홉 데이비스
- 니콜라스 홀트
- 저민 드 라 페나
- 마이클 리스폴리
- 길 벨로우스

## 제작진
- 공동제작: 스티브 콘래드
- 미술: 톰 더필드
- 의상: 페니 로즈
- 배역: 데니즈 채미언